# Kiparszky Tóbiás
Kiparszky Tóbiás János (Németpróna, 1742. december 25. – Rózsahegy, 1817. október 11.) piarista  áldozópap és tanár.

## Élete
1761. október 28-án lépett a rendbe Privigyén. Gimnáziumi tanár volt Nagykárolyban 1764-68-ban, Kecskeméten 1769-ben; Debrecenben teológiát hallgatott 1770-71-ben és fölszenteltetett 1770. október 14-én. Ismét gimnáziumi tanár Kalocsán 1772-74-ben, hitszónok Debrecenben 1775-81-ben, Szentannán 1782-ben, adminisztrátor Podolinban 1785-95-ben; házfőnök és a gimnáziumban igazgató és a magyar nyelv és irodalom tanára Rózsahegyen 1800-tól haláláig.
Kéziratban maradt művei, a Magyar Nemzeti Múzeumban: Dictio brevis ad comitem dominum Stephanum Illésházy anno 1803.; a budapesti rendházban: Sermo in solenni votorum nuncupatione clerici Augustini Stantsek e S. P. dictus.... Rosenbergae, 1805.